# Planet der Affen (1968)
Planet der Affen ist ein Science-Fiction-Film aus dem Jahr 1968 von Franklin J. Schaffner mit Charlton Heston in der Hauptrolle. Die Handlung basiert auf dem Roman La Planète des singes (deutscher Buchtitel: Der Planet der Affen) aus dem Jahr 1963 von Pierre Boulle.

## Handlung
Der Astronaut Taylor ist in einem Raumschiff im Weltraum unterwegs und spricht gerade seinen letzten Logbuch-Report auf Band, bevor er sich zu den mitfliegenden Astronauten Landon, Dodge und Stewart in den künstlichen Tiefschlaf begibt. Obwohl die vier die Erde des Jahres 1972 erst vor sechs Monaten verlassen haben, schreibt man dort inzwischen aufgrund der Zeitdilatation bei annähernder Lichtgeschwindigkeit das Jahr 2673. Taylor bekräftigt, dass er die Erde des 20. Jahrhunderts ohne Bedauern verlassen habe, und kritisiert die Menschheit, die sich in Kriegen gegenseitig umbringe.
Als die Crew ein Jahr später, mehr als 18 Monate nach Verlassen der Erde, im Erdenjahr 3978 wieder aus ihrem Tiefschlaf erwacht, ist das Raumschiff auf einem unbekannten Planeten in einen See gestürzt und versinkt langsam. Wegen eines Defekts der Tiefschlafkammer ist die Astronautin Stewart tot und ihr Körper mumifiziert. Die drei überlebenden Männer können sich mit einer Notausrüstung in ein Schlauchboot retten und das Ufer erreichen. Als Landon dort eine kleine Flagge der Vereinigten Staaten positioniert, kann Taylor darüber nur lauthals lachen.
Nach dem Durchqueren einer Wüstenlandschaft kommen die drei an seltsamen Gebilden vorbei, die wie Vogelscheuchen aussehen, und entdecken dahinter eine Oase mit Wasser. Als sie im Wasser ein Bad nehmen, wird ihnen ihre Ausrüstung und ihre Kleidung gestohlen. Bei der Verfolgung der Diebe treffen sie auf eine Gruppe primitiver und stummer Humanoiden, die auf der Suche nach Nahrung ein Maisfeld plündern. Plötzlich stürmen Horden von aufrecht gehenden, sprechenden, bekleideten und teilweise auf Pferden reitenden, bewaffneten Gorillas heran und machen Jagd auf die Menschen. Dabei wird Dodge erschossen, Landon bewusstlos geschlagen und Taylor mit einer Schusswunde am Hals gefangen genommen.
Zusammen mit anderen gefangenen Menschen, einschließlich einer Frau, der er später den Namen Nova gibt, wird Taylor in die Stadt der Affen gebracht. Wegen der Verletzung seines Kehlkopfes kann er zunächst nicht sprechen und wird wie alle Menschen in Käfigen gehalten. Man erfährt, dass die Menschen früher von den Affen als Haustiere gehalten wurden, da sie aber nicht zu zähmen gewesen seien, ist dies vom Gesetzgeber verboten worden.
Taylor trifft auf die „Tier“-Psychologin Dr. Zira, die mit dem Archäologen Dr. Cornelius verlobt ist. Die beiden Schimpansen sind sehr an den Menschen interessiert: Zira will beweisen, dass die wilden Menschen gezähmt werden können, und auch Cornelius wünscht sich weitergehende Forschungen in Bezug auf die Menschen. Der Orang-Utan Professor Zaius hingegen hält davon nichts und verweigert dies in seiner Funktion als Minister für Wissenschaft und zugleich oberster Verkünder des Glaubens. Cornelius hatte einst bei einer Expedition in der sogenannten „verbotenen Zone“ Spuren einer bislang unbekannten, alten Kultur entdeckt und die Theorie aufgestellt, dass die Affen von einer niederen Art von Primaten – möglicherweise von den Menschen – abstammen könnten. Er darf dies jedoch nicht mehr öffentlich vertreten, da Zaius diese Theorie zur Ketzerei erklärt hat.
Zira gibt Taylor den Namen Blankauge (im Original Bright Eyes), bis es diesem schließlich gelingt, Zira ein Blatt Papier zu entwenden und ihr darauf die Nachricht „My name is Taylor“ („Mein Name ist Taylor“) zukommen zu lassen. Daraufhin nimmt Zira den Astronauten entgegen den Vorschriften aus dem Käfig und zu sich nach Hause, wo er ihr und ihrem Verlobten Cornelius schriftlich Fragen beantwortet. Zira glaubt, dass Taylor gut in Cornelius’ wissenschaftliche Theorie passen würde und den Missing Link zwischen Primaten und Affen darstellen könnte. Dies würde jedoch den Thesen der Heiligen Pergamentrollen widersprechen und gegen den Glauben der Affen verstoßen. Zaius lässt Taylor wieder zurück in den Käfig bringen und ordnet an, ihn kastrieren zu lassen. Als er abgeholt werden soll, gelingt Taylor die Flucht. Dabei gelangt er in ein Menschenmuseum, in dem man auch den toten Dodge als ausgestopftes Ausstellungsstück vorführt. Den Affen gelingt es, Taylor wieder einzufangen; kurz darauf erlangt er seine Fähigkeit zu sprechen zurück (im Original: “Take your stinking paws off me, you damn dirty ape!”), was alle anwesenden Affen schockiert.
Taylor wird vor ein Tribunal von drei Orang-Utans der Akademie der Wissenschaften gestellt, dem neben dem Präsidenten der Akademie auch Zaius und der Kommissar für die Behandlung von Tieren, Dr. Maximus, angehören. Der stellvertretende Justizminister Dr. Honorius vertritt als Ankläger die Interessen des Affenstaates. Auf Seiten von Taylor stehen Zira und Cornelius.
Taylors Behauptung, er sei mit zwei weiteren intelligenten Menschen auf den Planeten gekommen, will das Tribunal widerlegen, indem man die Menschen vorführt, die die Jagd überlebt haben. Tatsächlich befindet sich auch Landon unter ihnen. Als Taylor aufgefordert wird, ihn anzusprechen, bemerkt er, dass Landon eine Narbe am Kopf hat und offensichtlich einer Gehirnoperation unterzogen worden ist, die ihn debil und stumm gemacht hat. Cornelius erklärt nun, dass Taylor in der verbotenen Zone gewesen sein müsse, da er diese korrekt beschreiben könne, und dass dort eine Kultur existiert haben müsse, lange bevor die Heiligen Pergamentrollen vor 1200 Jahren geschrieben worden seien. Dies weist Dr. Honorius als Verhöhnung des Glaubens zurück und klagt Zira und Cornelius wegen wissenschaftlicher Ketzerei an, und die Sitzung wird vertagt.
Ziras Neffe befreit Taylor mit einer List aus dem Käfig, und dieser nimmt Nova mit. Zira, ihr Neffe und Cornelius flüchten mit Taylor und Nova in die verbotene Zone, die laut den Heiligen Schriften für alle Affen tabu ist. Als sie dort den Ausgrabungsort von Cornelius aufsuchen wollen, eine Höhle an einem Strand, trifft Zaius mit einer Gruppe Gorillas ein, woraufhin Taylor ihn mit vorgehaltener Waffe zwingt, ohne die Gorillas mit ihnen gemeinsam den Ausgrabungsort aufzusuchen. Cornelius führt die Gruppe dort zu Spuren einer offenbar menschlichen Kultur, die lange vor der Zeit der Affen höher entwickelt war als die heutige Affenkultur. Dabei werden eine „sprechende“ Puppe in Menschengestalt und weitere Artefakte wie eine Zahnprothese, eine Brille sowie eine „Blutpumpe“ (d. h. ein Herzschrittmacher) aus Plastik gezeigt.
Zaius gesteht, dass er schon lange von der Vorgeschichte der Menschen gewusst habe und er sie als eine Rasse ansehe, deren Klugheit Hand in Hand mit ihrer Dummheit gehe und die mit jedem Krieg führe, sogar mit sich selbst. Der Mensch sei der einzige Primat, der aus niederen Beweggründen töte. Die verbotene Zone sei einst ein Paradies gewesen, ehe die Menschen daraus eine öde Wüstenlandschaft gemacht hätten. Zaius will verhindern, dass die anderen Affen hiervon erfahren, und befiehlt, die Höhle sprengen zu lassen, um alle Funde zu vernichten. Ohne diese Beweise für ihre Theorie können auch Zira und Cornelius ihrer Verurteilung wegen Ketzerei nicht mehr entkommen.
Als Taylor unterdessen mit Nova weiter am Strand entlangreitet, stößt er schließlich auf die Überreste eines Gebildes, das sich als die Freiheitsstatue herausstellt. Er erkennt, dass er in Wahrheit die ganze Zeit über auf der Erde war, die von den Menschen unkenntlich gemacht, „in die Luft gesprengt“ worden ist. In seiner Verzweiflung verflucht er die Menschheit.

## Synchronisation
Die deutsche Synchronisation entstand in den Ateliers der Berliner Synchron GmbH in Berlin. Dialogbuch und -regie führte Dietmar Behnke.
| Rolle                  | Darsteller      | Deutsche Stimme     |
| ---------------------- | --------------- | ------------------- |
| George Taylor          | Charlton Heston | Wolfgang Kieling    |
| Dr. Cornelius          | Roddy McDowall  | Claus Jurichs       |
| Dr. Zira               | Kim Hunter      | Renate Danz         |
| Prof. Zaius            | Maurice Evans   | Fritz Tillmann      |
| Präsident der Akademie | James Whitmore  | Wolfgang Amerbacher |
| Dr. Honorius           | James Daly      | Klaus Miedel        |
| Nova                   | Linda Harrison  | (keine Stimme)      |
| Landon                 | Robert Gunner   | Rolf Schult         |
| Lucius                 | Lou Wagner      | Andreas Mannkopff   |
| Dr. Maximus            | Woodrow Parfrey |                     |
| Dodge                  | Jeff Burton     | Edgar Ott           |

## Hintergrund
- Der im Film von Charlton Heston gesprochene Satz „Take your stinking paws off me, you damn dirty ape!“ wurde im Jahr 2005 vom American Film Institute in die Liste der 100 besten Filmzitate aus US-Filmen aller Zeiten auf Platz 66 gewählt. Dort erscheint er allerdings falsch zitiert als „Get your stinking paws off me, you damned dirty ape!“. In der deutschen Synchronisation hört man an der Stelle: „Könnt ihr nicht eure dreckigen Pfoten von meinem Körper nehmen, ihr blöden Affen“.
- Die in der Originalversion Dr. Zaius genannte Figur wird in der deutschen Version Prof. Zaius genannt.
- Taylors Vorname George wird im Film weder erwähnt noch gezeigt und taucht nur im Abspann auf.
- Der See, in den das Raumschiff gestürzt ist, wird von den Affen Dead Lake genannt.
- Während der Szene des Untersuchungsausschusses kann man beim Tribunal (dem drei Affen vorsitzen) sehen, wie jeweils einer von ihnen die Augen, die Ohren und den Mund zuhält, was eine Anspielung auf die Drei Affen ist, die nichts (Böses) sehen, nichts (Böses) hören und nichts (Böses) sagen.
- Die Erstaufführung fand am 8. Februar 1968 in New York City statt. Kinostart in den USA war am 3. April 1968, in Deutschland am 3. Mai 1968.
- Die Produktionskosten des Films wurden auf 5,8 Millionen US-Dollar beziffert. Der Film spielte in den US-Kinos rund 32,6 Millionen Dollar ein und erwirtschaftete weitere 15 Millionen Umsatz im US-Videoverleih.

### Produktionsgeschichte
Am 8. März 1966 wurde bei 20th Century Fox eine erste Testaufnahme einer Szene mit einem Budget von 5000 US-Dollar erstellt, die zeigen sollte, dass Schauspieler in Affenmasken glaubhaft darstellbar sind und nicht unfreiwillig komisch wirken. Dabei spielte Charlton Heston die Rolle des Taylor (damals noch Thomas genannt), Edward G. Robinson die Rolle des Zaius, James Brolin stellte Cornelius dar und Kim Hunter spielte die Rolle von Zira. Die Masken der Affen erstellte damals Ben Nye, der leitende Maskenbildner bei Fox. Der Test war erfolgreich, und der Beginn der Dreharbeiten war bereits für Frühjahr 1967 vorgesehen, sodass für die Vorbereitungen nur sieben Monate blieben.
In der ursprünglichen Drehbuchfassung war die Zivilisation der Affen (wie auch in der Romanvorlage) technologisch hochentwickelt, ähnlich dem Entwicklungsstand der 1960er Jahre auf der Erde. Da man die Produktionskosten, etwa für moderne Häuser, Autos und Hubschrauber, nicht finanzieren konnte, stellte man die Affenzivilisation auf eine eher rustikale Entwicklungsstufe mit Pferden und sehr einfachen Häusern.
William J. Creber, künstlerischer Leiter der Produktion, suchte nun nach einer Inspiration für die Architektur der Affenbehausungen und fand sie in den aus Stein gehauenen Wohnhöhlen in Kappadokien.
Das Drehbuch von Rod Serling wurde von Michael Wilson umgeschrieben, der schließlich auch die Endfassung für den Film erstellte. Laut Aussage von Wilson ging es im Film mehr um das Dilemma der Menschen als um Affen. Die Affen stellten lediglich eine Allegorie dar, um die Probleme der Menschheit aufzuzeigen. Durch Wilson bekam der Film auch eine deutlich politischere Dimension. Wilson selbst war direktes Opfer der „Hexenjagd“ in der McCarthy-Ära: Weil man ihm unterstellte, er habe nicht „die richtige“ politische Gesinnung, wurde er auf die entertainment industry blacklist, kurz Hollywood blacklist („schwarze Liste der Hollywood-Studios“), gesetzt, was faktisch einem Berufsverbot gleichkam. Seine Erfahrungen aus der Zeit, insbesondere auch mit dem Komitee für unamerikanische Umtriebe, kann man im Film am deutlichsten in der Tribunal-Szene wiederfinden, als Taylor praktisch rechtlos der Inquisition unterzogen wird.
Richard D. Zanuck leugnete zwar jegliche absichtliche Gesellschaftskritik oder Botschaft des Films und meinte, der Film sei lediglich ein Abenteuerfilm zur Unterhaltung, doch Associate Producer Mort Abrahams widersprach dem, indem er feststellte: „Wir sprachen es nie aus, aber wir machten einen politischen Film“. Wegen eines schwierigen Jahrzehnts für die USA (in das Vietnamkrieg, Kalter Krieg, die Attentate auf John F. Kennedy und auf Martin Luther King fielen sowie schwere Rassenunruhen wie die in Detroit 1967) war das Letzte, was die Filmstudios verkaufen wollten, ein politischer Film; so ist es auch zu verstehen, dass man dies nach außen hin abstritt. Abrahams merkte an, dass das Science-Fiction-Genre eine gute Möglichkeit darstelle, kontroverse Inhalte zu transportieren, ohne dass diese als kontrovers empfunden und angegriffen werden könnten.
Als der Drehstart näher rückte, stieg der für die Rolle des Zaius vorgesehene Schauspieler Edward G. Robinson aus, da er meinte, er sei in seinem Alter und seinem Gesundheitszustand nicht in der Lage, das täglich mehrstündige Anlegen der Affenmasken zu ertragen. Laut Kim Hunter, die die Rolle von Dr. Zira verkörperte, dauerte das Anlegen ihrer kompletten Affenmaske in ihrer ersten Kostümprobe fünf Stunden. Bei anderen Affenmasken konnte es bis zu sechs Stunden dauern. Der Prozess wurde im Laufe des Films schließlich auf rund drei Stunden optimiert.
Am 28. April, nur drei Wochen vor Drehbeginn, kürzte das Studio die geplanten 55 Drehtage auf 45, um Kosten zu reduzieren. Im Streit um die Produktionskosten einigten sich Arthur P. Jacobs und Fox schließlich auf 5,8 Millionen US-Dollar, wobei angegeben wurde, dass von den Gesamtkosten allein eine Million für Make-up, Masken und Kostüme der Affen anfallen würden.
Am 21. Mai 1967 konnten die Dreharbeiten schließlich beginnen. Die ersten Szenen zeigen die drei überlebenden Astronauten auf ihrem Weg durch die Wüste und wurden in der Nähe des Colorado River in Utah und Arizona aufgenommen. Um das Entkommen der Astronauten aus dem abgestürzten Raumschiff zu filmen, wurde eine etwa 7 Meter lange Spitze des Raumschiffs aus Sperrholz gefertigt und im Lake Powell verankert. Der Großteil des Films wurde jedoch im Malibu Creek State Park in den Santa Monica Mountains gedreht. Das Gebiet, das zur damaligen Zeit dem Filmstudio Fox gehörte, wurde deswegen auch als Fox Ranch bezeichnet. Die Wasserstelle, in der die Astronauten ein Bad nehmen, wurde ursprünglich für Doktor Dolittle (1967) geschaffen und hier wiederverwendet. Der zugehörige Wasserfall wurde für diese Szene durch 24 versteckte Feuerwehrschläuche verstärkt. Die Schlussszenen wurden am Strand von Malibu gefilmt.
Zur fremdartigen Atmosphäre des Films trug auch die experimentelle und komplett atonale Musik des Komponisten Jerry Goldsmith bei, für die er ungewöhnliche Instrumente wie Metallschüsseln, ein Widderhorn und eine Cuíca einsetzte.
Als Charlton Heston die berühmte Szene mit dem ersten an die Affen gerichteten Satz drehen sollte, erkrankte er kurz davor an einer heftigen Grippe. Es stellte sich jedoch heraus, dass seine heisere und raue Stimme der Szene sogar dienlich war. Dies ist jedoch nur im Originalton zu hören.
Die Rolle der Nova übernahm Linda Harrison, die bei Fox unter Vertrag war und eine Beziehung mit dem Fox-Chef Richard D. Zanuck hatte. Für die Figur der Nova war auch eine Szene vorgesehen, die sie zum Schluss des Films sichtbar schwanger von Taylor zeigen sollte. Die Szene wurde auch gedreht, kam jedoch nicht in die Endfassung, da sie von der Struktur und dem Ende des Films abgelenkt und nur zahlreiche neue Fragen aufgeworfen hätte.
Für Szenen, in denen oft mehr als 200 Affen zu sehen waren, wurden bis zu 80 Maskenbildner, Friseure und Kostümbildner beschäftigt. Den Hauptdarstellern des Films wurde jeden Tag eine neue Affenmaske angelegt. Wegen der extrem zeitaufwendigen Prozedur waren alle Akteure dazu gezwungen, ihre Masken auch in Pausen anzubehalten. Darsteller und Produzenten berichteten übereinstimmend, dass es in den Mittagspausen zu dem Phänomen einer selbst auferlegten Rassentrennung kam, bei der sich die unterschiedlichen Affenarten bevorzugt bei ihren „Artgenossen“ aufhielten, anstatt dass sich die Menschen in den Kostümen der Gorillas, Orang-Utans und Schimpansen beliebig mischten.
Die Freiheitsstatue in ihrer vollen Ansicht von vorn wurde nicht gebaut, sondern war ein von Emil Kosa Jr. gefertigtes Matte Painting, welches auf einer Glasscheibe vor die Kamera gehalten wurde. Lediglich für die Rückansicht schräg von oben wurde ein Abschnitt als Miniatur im Maßstab 1:2 erstellt.
Die Dreharbeiten endeten am 10. August 1967.

### Entstehung der Schluss-Szene
In der Roman-Vorlage von Pierre Boulle ist ein fremder Planet Schauplatz der Handlung. Dies erschien Produzent Arthur P. Jacobs nach eigener Aussage als „zu vorhersehbar“, weshalb er beim Abendessen mit Blake Edwards, der zeitweise als Regisseur im Gespräch war, im Yugo Kosherarna Delicatessen-Restaurant in Burbank angeregt haben will, die Geschichte auf der Erde spielen zu lassen, die Zuschauer aber darüber zunächst im Unklaren zu lassen. Edwards soll begeistert gewesen sein. Beim Verlassen des Restaurants soll der Blick der beiden auf das Bild der Freiheitsstatue gefallen sein, wonach beide gleichzeitig „Rosebud“ ausgerufen haben wollen, ein berühmtes Zitat aus dem Film Citizen Kane für ein Aha-Erlebnis. Autor Boulle soll der Idee sofort enthusiastisch zugestimmt und bedauert haben, nicht selbst auf diesen genialen Schluss gekommen zu sein. Es sind jedoch auch Äußerungen von Boulle im Umlauf, wonach er mit dem neuen Schluss nicht zufrieden war, obwohl ihn Kritik und Publikum schätzten.
Etwas anders stellt Blake Edwards die Ideenfindung dar. Demnach kamen er und der frühere Disney-Ausstatter Don Peters auf den Einfall. Peters wiederum behauptet, ganz allein auf die Idee gekommen zu sein, als er frühe Szenenbild-Skizzen anfertigte. Der ausführende Produzent Mort Abrahams wiederum verbreitete die Version, dem Drehbuchautor Rod Serling gebühre das Verdienst für das spektakuläre Ende des Films. Auch Serling äußerte sich widersprüchlich, wollte einmal tatsächlich selbst auf die Idee gekommen sein, verwies ein anderes Mal auf eine Gemeinschaftsleistung von vier, fünf Beteiligten, darunter auch Jacobs.

### Gesellschaftskritik
- Gleich zu Beginn kritisiert die Figur des Taylor die Menschheit, die den eigenen Bruder bekriegt und gleichzeitig Menschenkinder hungern lässt (make war against his brother, keep his neighbour's children starving). In der deutschen Version ist der Hinweis auf die hungernden Kinder in der menschlichen Gesellschaft jedoch entfallen. Taylor erklärt auch, dass er nicht glauben könne, dass es nirgendwo im All etwas Besseres gebe als die Gesellschaft der Menschen auf der Erde.
- Die Affengesellschaft hat eine strikt hierarchische Struktur mit einem Kastenwesen, in der die Orang-Utans die Aristokraten und Politiker stellen, welche das Recht und den Glauben verwalten, die Schimpansen die Wissenschaftler und Intellektuellen und die Gorillas die Arbeiter, Jäger und Vertreter des Polizeiapparats. Die Einteilung der Gruppen erfolgt aufgrund ihrer Gattungszugehörigkeit.
- Als ein Orang-Utan (im Film die herrschende Affengattung) erklärt, dass in ihrer Gesellschaft doch alle Affen gleich seien, kritisiert Taylor, dass wohl manche Affen gleicher seien als andere (some apes, it seems, are more equal than others). In der deutschen Synchronisation ging dieses Zitat aus George Orwells Farm der Tiere jedoch verloren, da dort nur der Orang-Utan die Affen im Allgemeinen als klug bezeichnet und Taylor dies anzweifelt. Die Gattungen hegen untereinander auch Vorurteile, so hört man, dass der Orang-Utan Zaius verächtlich auf die Schimpansen herabsieht (you know how Zaius looks down his nose at chimpanzees).
- Die Affen verfahren mit den Menschen, wie auch Menschen mit vermeintlich primitiveren Wesen verfahren, basierend auf der Überzeugung, auf einer völlig anderen Stufe zu stehen und dadurch ein Verfügungsrecht zu besitzen. Durch die vertauschten Rollen wird dies besonders drastisch vor Augen geführt, wenn sich die Affen wie „die Weißen verhalten, die in der Zeit des Kolonialismus Schwarze wie Tiere abschlachteten, sie verschleppten und zu Sklaven machten“.[4] Als sich Taylor darüber beschwert, dass ihn die Affen an Halsband und Leine herumgeführt haben, entschuldigt das Cornelius damit, dass die Affen dachten, er sei ein niederes Wesen.
- Da Menschen als niedere Wesen ohne Rechte gelten, rechtfertigt man damit auch experimentelle Gehirnchirurgie und Versuche an Menschen (analog den Tierversuchen in der Welt der Menschen).
- Die Affengesellschaft bildet eine Theokratie, deren Staatsgewalt religiös legitimiert ist und auf unumstößlichen Dogmen basiert. Wer diese hinterfragt oder anzweifelt, begeht Ketzerei und wird dafür verurteilt oder gar mit dem Tode bedroht. So will Cornelius in einer Szene seine wissenschaftlichen Erkenntnisse nicht mehr vertreten (Einschränkung der Meinungsfreiheit), als diese von den Klerikern als nicht mit dem Glauben vereinbar bezeichnet wurden.
- Zaius ist als hoher Geistlicher gleichzeitig Minister für Wissenschaft. In dieser Funktion ordnet er die Wissenschaft den Dogmen der Religion unter. Es fehlt die Aufteilung in mehrere Staatsorgane, die unabhängig voneinander Entscheidungen treffen können (nichtvorhandene Machtbegrenzung und Gewaltenteilung). Der Film spielt auch auf den speziell in den USA vertretenen Kreationismus an, der die Evolution im Sinne von Darwin leugnet. Dr. Honorius erklärt beispielsweise: Pervertierte Wissenschaftler würden „eine obskure Theorie vertreten, die sie Evolution nennen“. Zira hinterfragt in einer Szene, wie es möglich sein kann, dass man wissenschaftliche Forschung als Ketzerei verurteilen könne.
- Der stellvertretende Justizminister erklärt im Film, dass er sich auf den ersten Artikel der Glaubenslehre stützt, nach dem der Allmächtige den Affen von den wilden Tieren abgesondert und ihn zum Herrscher des Planeten gemacht habe. Dies seien „geheiligte Wahrheiten“, die bereits feststünden, somit brauche man diese nicht zu beweisen. Dass Taylor nicht die Glaubensartikel der Affen aufsagen kann, gilt das Dr. Honorius als Beleg dafür, dass er ein primitives Tier und nicht fähig zu eigenständigem Denken ist. Vor dem Tribunal wird Taylor erklärt: Der Mensch falle nicht unter die Affengesetze und habe deshalb keine Rechte. Da er ein „Nicht-Affe“ sei, sei er nach den Affengesetzen rechtlos.
- In einer Szene wird erwähnt, dass für Affen alle Menschen gleich aussähen (all men look alike to apes). Dabei wird auf die kognitive Verzerrung des Cross-Race-Effect angespielt. In der deutschen Version geht es in der Szene allerdings nur um den Geruch der Menschen.
- In einer von Zaius übergebenen heiligen Schriftrolle steht geschrieben: „Der Mensch allein unter Gottes Primaten tötet aus Sport, Lust oder Gier. Er wird seinen Bruder morden, um seines Bruders Land zu besitzen. Sorg dafür, dass der Mensch sich nicht zu sehr vermehrt, sonst macht er aus seiner und deiner Heimat eine Wüste. Der Mensch ist der Bote des Todes“.

## Romanvorlage
Im Buch von Pierre Boulle wird die Geschichte in einer Rahmenhandlung erzählt: Das Pärchen Jinn und Phillys macht eine Vergnügungsfahrt mit einem Raumschiff und findet im Weltraum eine Flaschenpost, die von den Abenteuern eines gewissen Ulysse Mérou erzählt.
Darin wird geschildert, dass Mérou mit einigen Begleitern von der Erde zum Stern Beteigeuze fliegt und dort einen unbekannten Planeten entdeckt, den er Soror nennt. Auf dem Planeten findet er eine hochentwickelte Zivilisation von sprechenden Affen vor, die sich primitive Menschen als Haustiere halten. Er erkennt, dass die Menschen dort einst die Zivilisation aufgebaut hatten, dann aber in die Primitivität zurückfielen, während die Affen sich weiterentwickelten und die Herrschaft übernahmen.
Am Ende flieht Mérou mit seinem Raumschiff zurück zur Erde und landet in der Nähe von Paris, über 700 Jahre, nachdem er die Erde verlassen hatte. Dabei muss er entdecken, dass die Entwicklung auf der Erde denselben Weg genommen hat wie auf dem Planeten Soror und diese ebenfalls von Affen regiert wird. In seinem Raumschiff flieht er von seinem ehemaligen Heimatplaneten, schreibt seinen Bericht und hinterlässt ihn als Flaschenpost im All, um andere zu warnen.
Erst jetzt erfährt der Leser, dass es sich bei Jinn und Phillys, dem Pärchen, das die Flaschenpost gefunden hat, um Schimpansen handelt. Beide nehmen den Bericht von Mérou jedoch nicht ernst, da sie sicher sind, dass Menschen nicht dazu in der Lage sind, eine Zivilisation zu entwickeln, zudem für das Geschilderte nicht intelligent genug sind und auch nicht schreiben können.

## Kritiken
Der Spiegel urteilte: „Um ihm die Narreteien der Menschheit bloßzulegen, ließ Jonathan Swift seinen Roman-Helden Gulliver ins Land der Yahoos reisen; dort hatten sprechende Pferde einen Staat nach Menschenart begründet, und an diesem Tier-Reich gingen Gulliver die Augen über seine eigenen Artgenossen auf. Im optisch-opulenten Science-fiction-Film des Hollywood-Regisseurs Franklin J. Schaffner wird die Roß-Kur von Affen ausgeführt. […] Von der verkehrten Welt zieht der Film eine Zeitlang Komik und Verblüffung; die Bauten und Affenmasken sind allerdings weit eindrucksvoller als die vorgetragenen Texte.“
Das Filmmuseum München schrieb in seiner Rezension: „Der erfolgreiche Originalfilm, der eine ganze Reihe von Fortsetzungen nach sich zog, ist eine spannende Gesellschaftsparabel, die vor allem in der langen Eröffnungssequenz von einer bis an die Grenzen zur Avantgarde gehenden visuellen und musikalischen Gestaltung lebt.“
Das Lexikon des internationalen Films meinte: Hier schwelt ein Streit zwischen Toleranz und Verständnis auf der einen, Hass und Rassismus auf der anderen. Die verblüffende Schlusspointe und die glänzend gestalteten Affenmasken (Jack M. Smith/William Creber) machten den Film zu einem großen Erfolg, dem vier Fortsetzungen folgten.
Im Evangelischen Filmbeobachter war zu lesen: „Die Auseinandersetzung mit den religiösen Problemen des Affenstaates bildet den Inhalt dieses Science-Fiction-Streifens mit Ansatz zum Tiefgang, der von Liebhabern des Genres ab 15 gern gesehen werden kann.“
Michael Gasch bewertet den Film 2023 bei film-rezensionen.de und schrieb: „Die politische Komponente, die sich wie ein roter Faden durch den gesamten Film hindurch zieht, ist gelungen inszeniert, kippt jedoch an dem Punkt, bei dem sich die Rolle vom Angeklagten zum Helden und der Grundtenor vom Gerichtsfilm zum Western wandelt. Schlagartig tauchen dann Pferde auf dem fremden Planeten auf und plötzlich fühlt sich der bis dahin untypische Science-Fiction-Film gar nicht mehr so durchdacht an. Schaffner bedient sich stattdessen an typischen Western-Versatzstücken und am Ende eines Twists, der nur wenig überrascht. Planet der Affen bleibt aufgrund dessen eher durch seine leicht überspitzte Art im Gedächtnis, was sicherlich auch der Einzug in die Popkultur, beispielsweise in den Simpsons, beweist.“

## Auszeichnungen
- Bei der Oscarverleihung 1969 wurde Maskenbildner John Chambers ein Ehrenoscar verliehen, da es noch keine Kategorie für sein Arbeitsgebiet gab und erst im Jahr 1981 eine Kategorie für Bestes Make-up eingeführt wurde. Für einen Oscar nominiert war der Film außerdem in den Kategorien Bestes Kostümdesign (Morton Haack) sowie Beste Filmmusik (Jerry Goldsmith).
- Im Jahr 2001 wurde der Film ins National Film Registry der Library of Congress aufgenommen.

## Fortsetzungen und Ableger
Dem Film folgten vier direkte Fortsetzungen, sodass die Original-Reihe fünf Filme umfasst:
1970: Rückkehr zum Planet der Affen
1971: Flucht vom Planet der Affen
1972: Eroberung vom Planet der Affen
1973: Die Schlacht um den Planet der Affen

### Neuverfilmungen
- Im Jahr 2001 wurde unter dem Titel Planet der Affen eine Neuverfilmung des Films von 1968 veröffentlicht. Charlton Heston hat darin einen Gastauftritt als Affe und Linda Harrison (Nova aus der Verfilmung von 1968) ist in einer Szene als primitive Menschenfrau wiederzusehen. Die gesellschaftskritischen Aspekte sind in der Neuverfilmung jedoch nur noch ein Randthema. Auch wurde das Ende verändert, sodass der Planet der Affen nicht mehr die Erde, sondern einen anderen Planeten darstellt. Anfängliche Spekulationen, dass die Neuverfilmung der Start einer neuen Planet-der-Affen-Reihe werden sollte, haben sich in Luft aufgelöst. Seitdem schließlich statt eines auf die Neuverfilmung nachfolgenden Filmes 2011 eine Vorgeschichte veröffentlicht wurde, gilt die Neuverfilmung von 2001 als Einzelfilm.
- Im Jahr 2011 erschien unter dem Titel Planet der Affen: Prevolution. Der Film wird als Neustart der Filmreihe angesehen. Darin wird dargestellt, wie die Affen durch medizinische Experimente zu hochintelligenten Lebewesen wurden und schließlich die Erde eroberten. Auch in der neuen Trilogie wurden die Affen von Schauspielern dargestellt, aber sie trugen keine Kostüme mehr, sondern hier kam das Performance-Capture-Verfahren zum Einsatz.
- Im Jahr 2014 erschien mit Planet der Affen: Revolution die Fortsetzung der 2011er Neuverfilmung.
- 2017 folgte Planet der Affen: Survival, der dritte Teil.
- 2024 erschien der vierte Teil, Planet der Affen: New Kingdom, der eine neue Version des ersten Films von 1968 darstellt

### Fernsehserien
- 1974 erschien beim Sender CBS eine Fernsehserie unter dem Titel Planet der Affen mit Episoden zu je 45 Minuten. Sie wurde nach 14 veröffentlichten Episoden eingestellt.
- 1975 folgte in den USA eine Zeichentrickserie unter dem Titel Return to the Planet of the Apes, die eine durchgängige Handlung hatte und eine technisch höher entwickelte Affengesellschaft darstellte. Die Serie umfasste 13 Episoden zu je 30 Minuten Länge.

### Videospiele
- Im Rennspiel Need for Speed von 1994 ist am Ende der letzten Küstenetappe eine aus dem Sand ragende Freiheitsstatue zu sehen. Eine Anspielung auf das Ende des Films.
- 2001 erschien Planet der Affen für PC und verschiedene Konsolen.
- Am 24. August 2018 erschien mit Planet of the Apes: Last Frontier, ebenfalls für PC und verschiedene Konsolen, ein handlungsbasiertes Abenteuerspiel, in dem es um Eroberung, Verrat und Überleben geht.

## Comics
Im Jahr 1973 startete Marvel Comics eine Comicheft-Reihe, für die auch eigene Handlungsstränge entwickelt wurden. Im Bildschriftenverlag erschienen von 1975 bis 1976 monatliche Ausgaben der Comic-Adaption. Die Hefte kosteten 2,50 DM, brachten die eigentliche Geschichte, Hintergrundinfos zum Film und weitergehende Comics von Planet der Affen. Die US-Serie umfasste 29 Hefte, während sie in Deutschland bereits nach 13 Ausgaben eingestellt wurde.
Seit 2011 veröffentlicht der US-Verlag Boom! Studios wieder Comics, die auf dem Franchise beruhen. Ab 2014 erscheinen diese auch in Deutschland beim Cross-Cult-Verlag.

## Popkultur
Die Planet-der-Affen-Filmreihe wurde Teil der Popkultur, bekannte Szenen daraus wurden für Anspielungen und Parodien genutzt, so z. B. in der Simpsons-Episode Selma heiratet Hollywoodstar (Staffel 7, Episode 19) und im MAD-Magazin Nr. 51 vom Juli 1973 mit einer Parodie unter dem Titel Ein guter Film und seine bösen Folgen – Der Planet der Affen (Titel der US-Ausgabe: The Milking of The Planet That Went Ape). Anspielungen auf den Film finden sich auch in Mel Brooks’ Spaceballs.

## Dokumentarfilm
- Hinter den Kulissen von Planet der Affen (Originaltitel: Behind the Planet of the Apes). 127 Min. Regie: Kevin Burns, David Comtois. USA 1998.[10]